# Giampiero Di Federico
Giampiero Di Federico (Scurcola Marsicana, 11 febbraio 1955) è un alpinista e scrittore italiano.

## Biografia
Pur essendo nato a Scurcola Marsicana, in provincia dell'Aquila, ha trascorso la sua infanzia a San Martino sulla Marrucina, per poi trasferirsi a Chieti, mentre attualmente vive tra Abbateggio e Roccamorice, in provincia di Pescara.

## Attività alpinistica
Per la sua ascesa di sette ore in solitaria sulla parete Nord Ovest del Gasherbrum I il 14 luglio 1985 è stato definito il più veloce salitore su una via nuova ad un ottomila e il primo italiano ad aver superato un ottomila in giornata.
Le sue maggiori imprese iniziano sul Gran Sasso D'Italia dove ha aperto i primi itinerari di settimo e ottavo grado del massiccio, tra il 1977 e il 1986. Alcune sue salite non sono state ripetute dopo 35 anni dall'apertura. Nel 1980 sale in solitaria e slegato i quattro Pilastri al Paretone (parete di duemila metri). Nello stesso anno esegue la prima salita invernale del terzo Pilastro in solitaria (restando per tre giorni in parete) e la prima scalata invernale della via dei Pulpiti.
Ma è sulle Alpi, negli anni settanta e ottanta che ha conquistato la sua fama di "più forte scalatore abruzzese di tutti i tempi"  ripetendo in giornata itinerari come il Pilone Centrale del Freney e la via Americana al Aiguilles du Dru, la via "o sole mio" sul Grand Capucin, il pilastro Gervasutti al Mont Blanc du Tacul, le vie Nord delle Tre Cime di Lavaredo e il Diedro Oggioni in salita libera. 
Fuori dall'Italia è noto per aver violato il Sia Shish (7100 m) in Himalaya e soprattutto per aver aperto in solitaria una nuova via sul Gasherbrum I (Hidden Peak o K5, 8.068 m).
Da anni Di Federico è impegnato nella difesa delle montagne dal degrado ambientale. Per questo ha partecipato a diverse iniziative ambientaliste, non solo in Italia, con la spedizione internazionale FREE K2. Nel 1988 partecipa, con il gruppo Montagne Selvagge di Messner al blocco della Funivia dei ghiacciai al Monte Bianco .

## Televisione
Giampiero Di Federico è stato protagonista nel 1999 di un episodio di fiction "Eroi per caso" su Italia Uno, per la ripetuta della via Philipp Flamm al Civetta.
Ideatore e conduttore di Montagne Amiche (18 puntate)
https://www.youtube.com/playlist?list=PLrhk2d3WTcyQfMrWevDZG9krz6fT9N54o

## Pubblicazioni
- Nel 1998 pubblica Racconti di Pietra e di Ghiaccio[6], nel quale racconta le sue maggiori imprese alpinistiche.
- Nel 2020 pubblica La Vita è Fredda[7]

## Onorificenze
Cavaliere della Repubblica italiana per meriti alpinistici 2022.
Nel 1986 ricevette il Chiodino d'Argento come miglior alpinista dell'anno al Festival internazionale di Trento.
Nel 1987 gli fu conferita la "Farfalla d'Argento per meriti alpinistici" dalla Provincia autonoma di Trento